# Championnat du Qatar de football 1984-1985
Navigation
Saison précédente Saison suivante
La saison 1984-1985 du Championnat du Qatar de football est la vingt-et-unième édition du championnat national de première division au Qatar. Les sept meilleures équipes du pays sont regroupées au sein d'une poule unique où elles s'affrontent deux fois, à domicile et à l'extérieur. En fin de saison, le dernier du classement est relégué et remplacé par la meilleure équipe de deuxième division.
C'est le club d'Al-Arabi Sports Club qui remporte la compétition, après avoir terminé -invaincu- en tête du classement final, avec cinq points d'avance sur le Qatar SC. C'est le 2e titre de champion du Qatar de l'histoire du club après celui remporté en 1983.

## Les clubs participants
| - Al-Rayyan SC - Al-Arabi Sports Club - Al Ahly Doha - Al Taawun - Al Ittihad Doha - Promu de D2 - Qatar SC - Sadd Sports Club |

## Compétition

### Classement
Le classement est établi sur le barème de points classique (victoire à 2 points, match nul à 1, défaite à 0).
| Rang | Équipe               | Pts | J  | G | N | P | Bp | Bc | Diff |
| ---- | -------------------- | --- | -- | - | - | - | -- | -- | ---- |
| 1    | Al-Arabi Sports Club | 19  | 12 | 7 | 5 | 0 | 17 | 4  | +13  |
| 2    | Qatar SC             | 14  | 12 | 4 | 6 | 2 | 16 | 14 | +2   |
| 3    | Al-Rayyan SC (T)     | 13  | 12 | 5 | 3 | 4 | 18 | 16 | +2   |
| 4    | Al Ahly Doha         | 13  | 12 | 4 | 5 | 3 | 14 | 14 | 0    |
| 5    | Sadd Sports Club (C) | 11  | 12 | 3 | 5 | 4 | 15 | 15 | 0    |
| 6    | Al Taawun            | 8   | 12 | 1 | 6 | 5 | 7  | 9  | -2   |
| 7    | Al Ittihad Doha (P)  | 6   | 12 | 1 | 4 | 7 | 8  | 24 | -16  |

|  | Qualification pour la Coupe des clubs champions du golfe Persique 1986       |
|  | Relégation en deuxième division                                              |
|  | (T) : Tenant du titre (C) : Vainqueur de la Coupe du Qatar (P) : Promu de D2 |

## Bilan de la saison
| Championnat du Qatar de football 1984-1985                        |                                 |
| Champion                                                          | Al-Arabi Sports Club (2e titre) |
| Coupes et trophées                                                |                                 |
| Vainqueur de la Coupe du Qatar 1984-1985                          | Sadd Sports Club                |
| Qualifications continentales                                      |                                 |
| Coupe des clubs champions du golfe Persique 1986                  | Al-Arabi Sports Club            |
| Promotions et relégations                                         |                                 |
| Promus en Qatar Stars League                                      | Inconnu                         |
| Relégués en Championnat du Qatar de football de deuxième division | Al Ittihad Doha                 |